# 薩爾瓦多·伊查佐
薩爾瓦多·伊查佐（西班牙語：Salvador Ichazo；1992年1月26日—）是一位烏拉圭足球運動員。在場上的位置是守門員他在代表烏拉圭國家足球隊參賽。他是一位撲點球專家。